# 在職者訓練
在職者訓練とは、在職中の労働者に対して、技術革新、産業構造の変化等に対応する高度な技能及び知識を習得させるために、職業能力開発促進法に基づき公共職業能力開発施設が行う公共職業訓練を言う。普通職業訓練、高度職業訓練の短期課程として実施されている。
名称は、独立行政法人高齢・障害・求職者雇用支援機構にあっては能力開発セミナー、都道府県にあってはコース、オーダーメイド訓練などさまざまな呼び名がある。